# Régine Chassagne
Régine Alexandra Chassagne (Montreal, 19 de agosto de 1976) es una artista multinstrumentista y cantante canadiense, miembro fundadora del grupo musical de indie rock Arcade Fire. Actualmente está casada con el cofundador del grupo, Win Butler.
Nació en Canadá, después de que su familia emigrara desde Haití durante la dictadura de Francois Duvalier, y creció en Saint-Lambert, un suburbio al sur de Montreal. Sus raíces se hacen presentes en la canción "Haïti", donde ella canta, Mes cousins jamais nés hantent les nuits de Duvalier ("Mis primos jamás nacidos atormentan las noches de Duvalier").
Chassagne obtuvo un Bachillerato en Artes en estudios comunicacionales en la Universidad Concordia en 1998, y estudió brevemente canto en la Universidad McGill. Ella cantaba jazz en una muestra de arte en Concordia en 2000 cuando Win Butler la conoció y la convenció para que ingresara en su grupo; después de algunos cambios de formación, sólo dos de ellos se retiraron del grupo. Se casaron en 2003. Régine se caracteriza por tocar muchos instrumentos en el escenario, incluyendo el acordeón, batería, xilófono, zanfona, órgano y teclados.
Chassagne también estuvo involucrada en un grupo medieval llamado Les Jongleurs de la Mandragore, y en un grupo de jazz llamado Azúcar. También escribió la música para el sketch de dos minutos de David Uloth: "The Shine", y contribuyó en el proyecto benéfico de la UNICEF como parte del North American Hallowe'en Prevention Initiative, interpretando la canción "Do They Know It's Hallowe'en?" junto con Win Butler.
Luego del terremoto en Haití, Regine fundó la organización KANPE para ayudar a reconstruir el país.